# Saratovia
Saratovia is een geslacht van pterosauriërs, behorende tot de Pterodactyloidea, dat tijdens het late Krijt, leefde in het gebied van het huidige Rusland. De enige benoemde soort is Saratovia glickmani.

## Vondst en naamgeving
In de jaren veertig van de twintigste eeuw voerde de student Leonid Sergejowitsj Glickman opgravingen uit bij Saratov waarbij hij kaken vond van een pterosauriër. Hij verzamelde fossielen bij Lisaja Gora en Oevek. Glickman zelf gaf in 1953 aan dat de pterosauriërsresten aangetroffen werden in een verlaten zandgroeve bij Lisaja Gora maar zou dat later wijzigen in Oevek. Afgaande op het gesteente echter dat nog aan het bot vastzat, ligt de herkomst toch in de groeve bij Lisaja Gora.

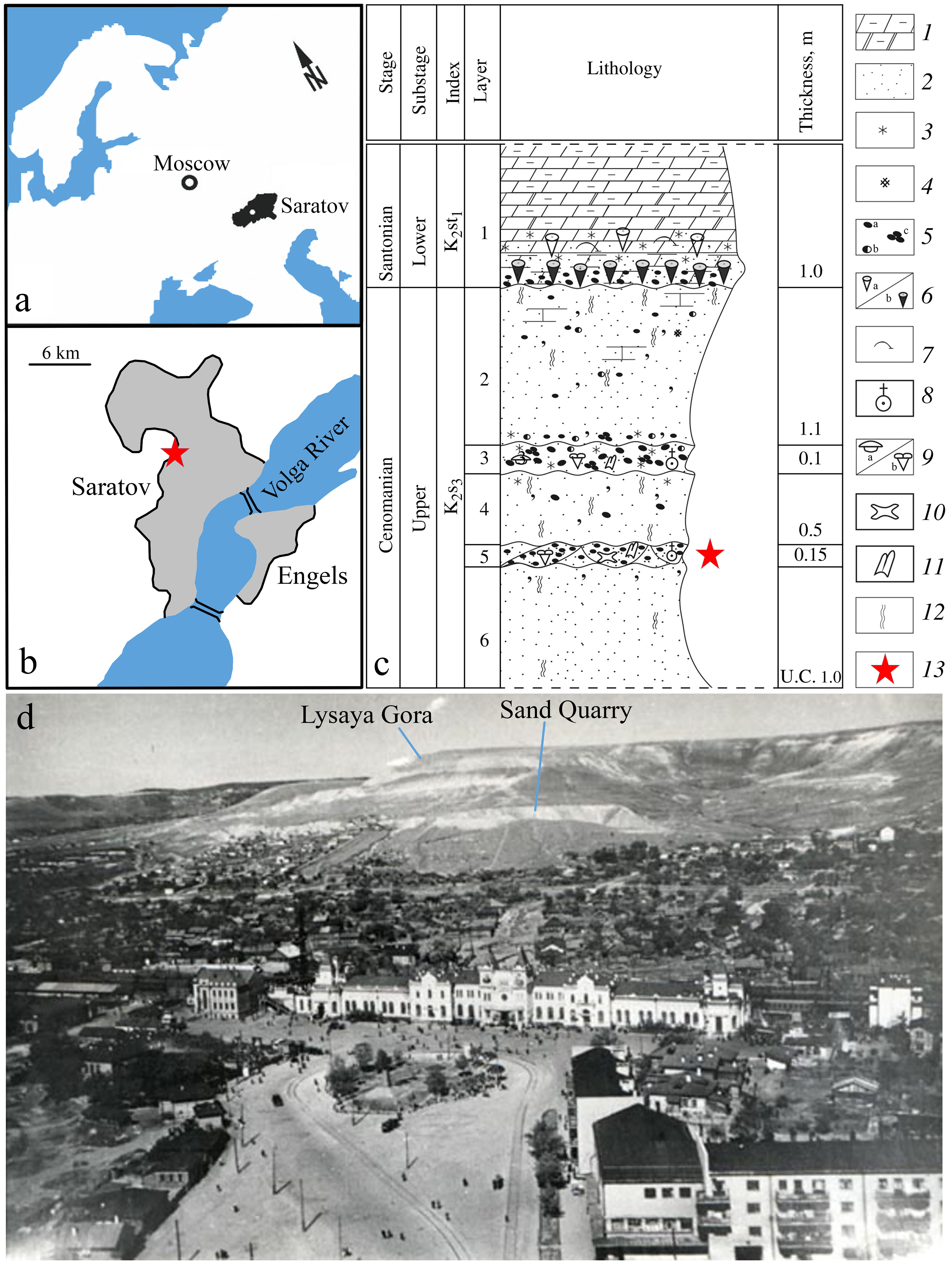
De vindplaats

Glickman zou later een van de  belangrijkste paleoichthyologen van de Sovjet-Unie worden maar indertijd werkte hij onder leiding van Lew Issakjewitsj Chozatski. Die nam de kaken mee naar de Staatsuniversiteit van Leningrad. In 1964 wees Chozatski de kaken voorlopig toe aan het geslacht Ornithocheirus als een Ornithocheirus sp. Hij bereidde een eerste beschrijving en illustratie voor maar overleed voor die gepubliceerd kon worden. In 1995 verzorgde Lew Nesow een postume publicatie. Chozatski concludeerde hierin dat het een nieuw taxon betrof maar benoemde dit nog niet. Hij zag het taps toelopende uiteinde van het specimen correct aan voor de voorkant maar dacht dat het om een stuk snuit ging. In 1995 stelde David Unwin dat het een Anhanguera sp. zou betreffen. In 2000 dacht Unwin onjuist dat het brede uiteinde de voorkant was maar begreep dat het de symfyse van de onderkaken betrof. Zijn beschrijving van het stuk zat echter vol fouten, vermoedelijk doordat hij het niet persoonlijk onderzocht had. Hij wees het nu toe aan een cf. Anhanguera.

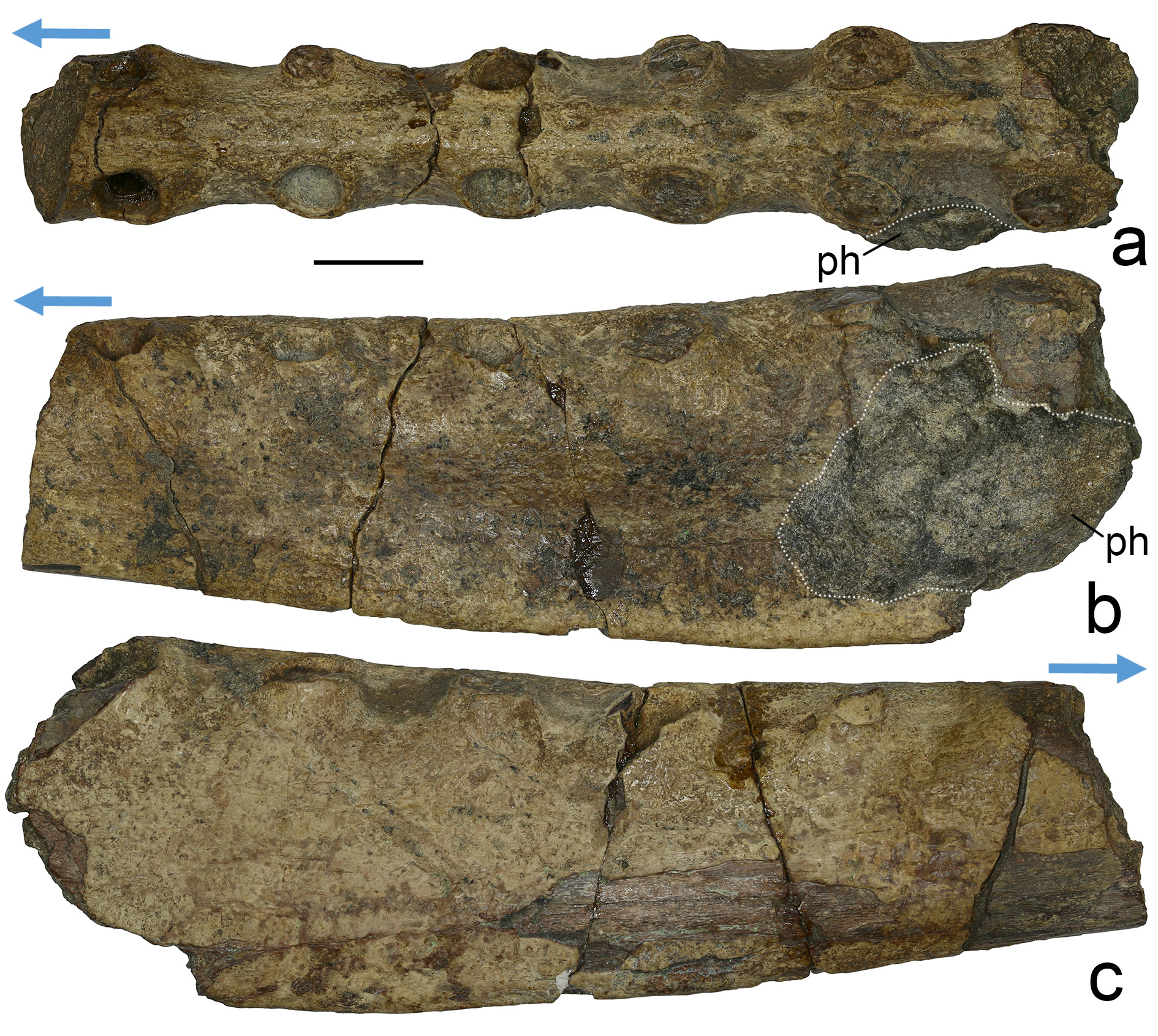
Het holotype

In het begin van de eenentwintigste eeuw begon Alexandr Olegowitsj Awerianow het specimen te onderzoeken. In overzichtswerken uit 2007 en 2008 wees hij het toe aan een Coloborhynchus sp. Daar begon hij echter zelf aan te twijfelen. Sterk verbeterde analyses door Rodrigo Pêgas maakten het mogelijk ook bij zulke beperkte resten de verwantschappen betrouwbaar te bepalen. Een CAT-scan leverde aanvullende informatie op. Hij kwam tot de conclusie dat het inderdaad om een geheel nieuwe soort ging.
In 2025 benoemde en beschreef Awerianow de typesoort Saratovia glickmani. De geslachtsnaam verwijst naar de herkomst bij Saratov. De soortaanduiding eert de in 2000 overleden Glickman als ontdekker.
Het holotype, ZIN PHT-S50-1, is gevonden in een laag van de Melovatkaformatie die dateert uit het late Cenomanien. Het bestaat uit een stuk symfyse van de onderkaken die de voorste punt mist en aan beide zijden zes tandkassen toont, ten dele nog met tanden; drie zijn er per zijde bewaard, alle gebroken.

## Beschrijving

### Grootte
Het specimen is ongeveer zeven centimeter lang. De omvang van Saratovia is moeilijk te bepalen maar het kan geen heel grote soort zijn.

### Onderscheidende kenmerken

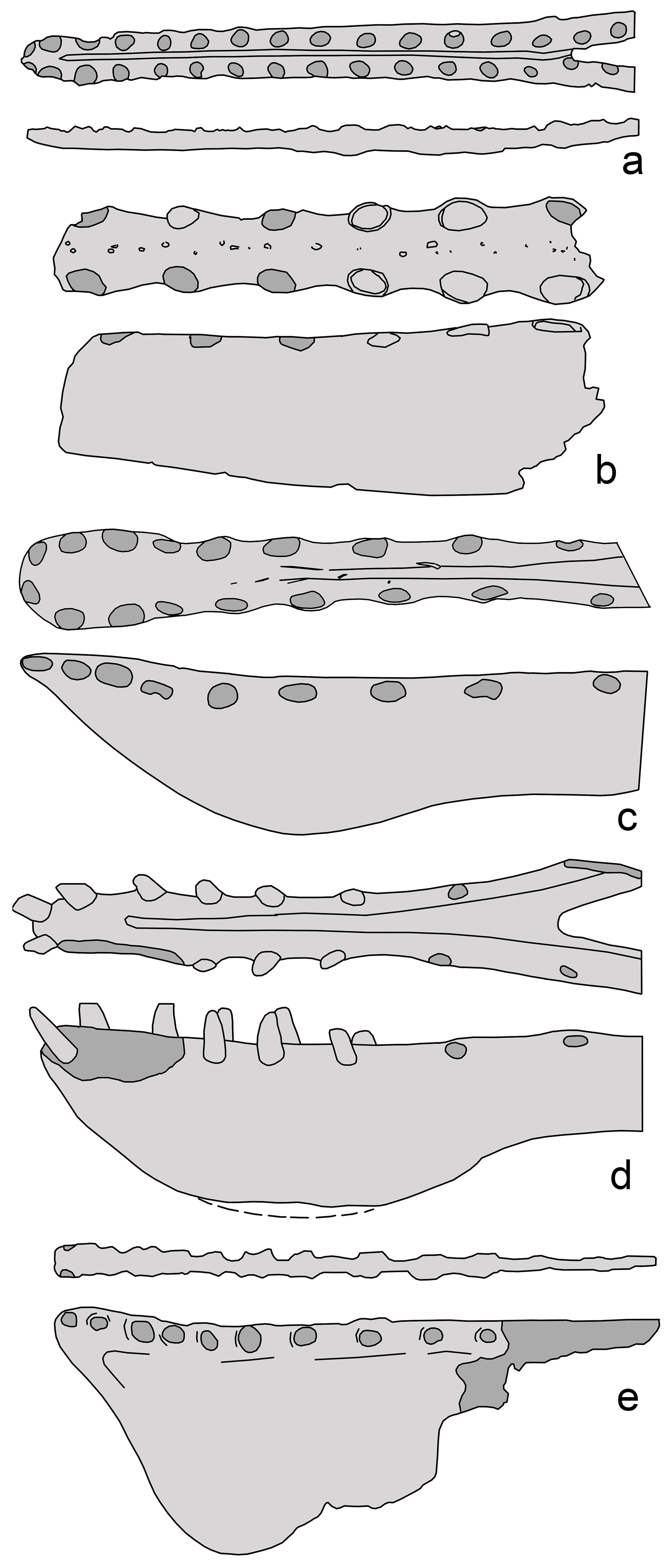
Vergelijking van Saratovia (b) met verwanten. Niet op schaal

Enkele onderscheidende kenmerken zijn vastgesteld. Het zijn autapomorfieën, unieke afgeleide eigenschappen. Anders dan alle andere bekende Pterodactyloidea met tanden bezit de symfyse van Saratovia tussen de tandrijen een verheven plat beenplateau op de bovenzijde dat wordt doorboord door talrijke foramina voor aderkanalen die verbonden zijn met een intern kanaal op de middenlijn van het plateau. Van alle Targaryendraconia waarvan het dentarium bekend is, heeft Saratovia als enige een kam onder het dentarium.

### Skelet
Het specimen kan op twee manieren geïnterpreteerd worden. Het is of een snuit zonder middenrichel op het verhemelte, of een vergroeiing van de voorste onderkaken zonder middengroeve. Beide eigenschappen zouden uniek zijn voor een pterosauriër uit het late Krijt. Awerianow koos ervoor het exemplaar als een symfyse van de onderkaken te zien omdat de kam laag is en de buiging richting muil meer typerend is voor een pterosauriëronderkaak dan een bovenkaak.

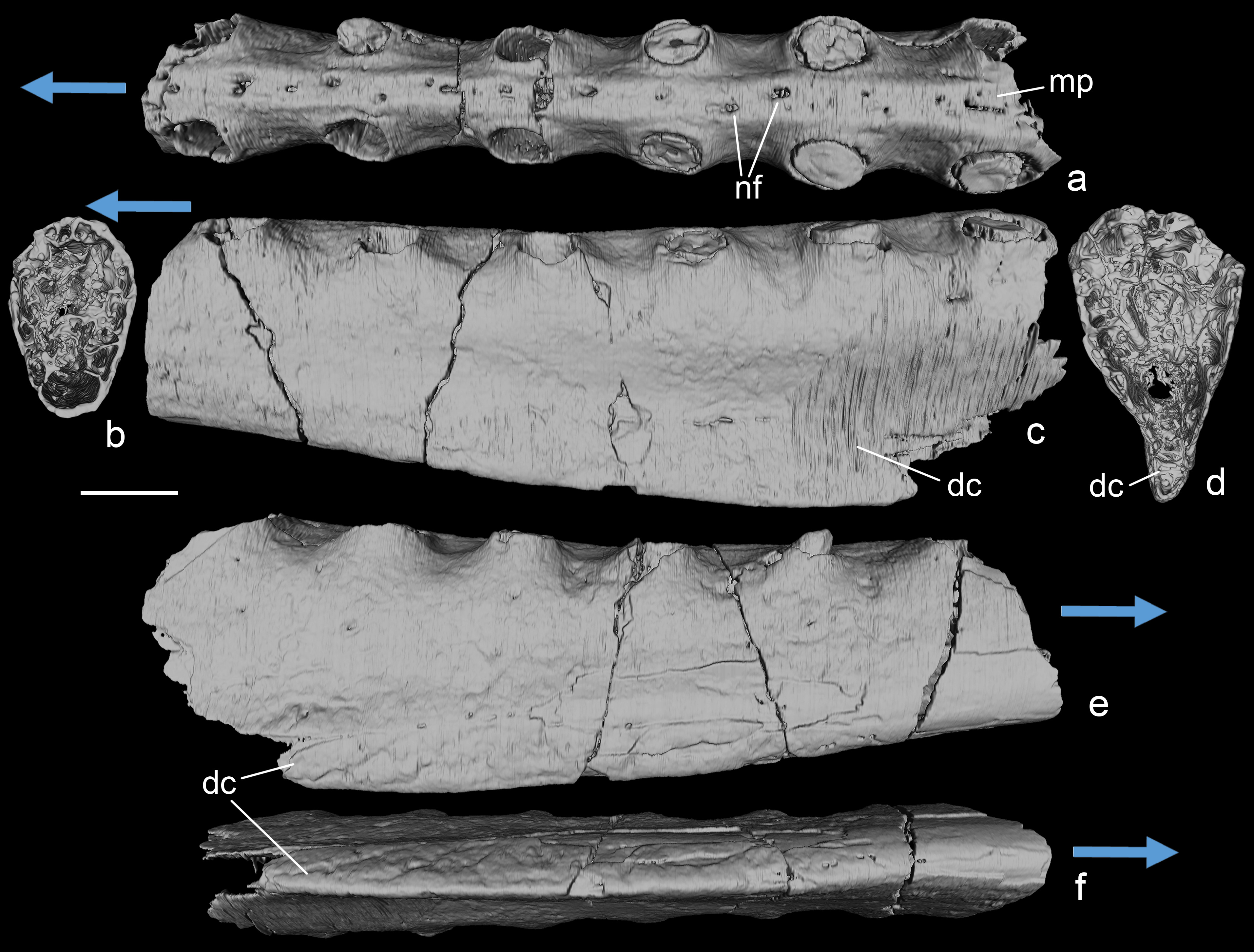
CAT-scan van het holotype

De bewaarde voorkant is 15% smaller dan de achterkant. De bovenkant van de kaak is hol gekromd en de onderkant bol, dit laatste mede door de kam. De kaak is smal, slechts drieënhalf maal breder dan een tandkas overdwars. De randen zijn geschulpt, hol gekromd tussen de tanden. De tanden schuin naar boven en buiten gericht. De ruimte tussen de tanden is groter dan de breedte van de tand in de lengterichting van de kaak gemeten. Het plateau tussen de tandrijen heeft ongeveer de breedte van een tand. De randen van het plateau vormen evenwijdige naar bezijden aflopende richels. De foramina worden achteraan kleiner tussen de vijfde en zesde tand. De foramina zijn via korte kanalen verbonden met twee interne kanalen die evenwijdig lopen aan de kaakranden. De zijden van het plateau worden doorboord door onregelmatig geplaatste kleinere foramina. De botwanden zijn glad, ook op de kam die dus kennelijk geen sterk verankerde hoornschacht droeg.
De tanden hebben alle ongeveer dezelfde vorm. Naar voren nemen ze geleidelijk in grootte af. De onderlinge afstanden blijven min of meer gelijk. De tanden hebben aan de bases een ovale dwarsdoorsnede. De lengteas van de ovaal staat schuin op die van symfyse in die zin dat de voorkant meer naar binnen gericht is. De tandkronen hellen naar voren, hun wortels staan wat schuin naar binnen. Er staan geen vervangingstanden in de keken. Bij de vierde tanden is echter een pulpaholte zichtbaar, een teken dat die later vervangen zijn wat dan impliceert dat de andere tanden eerder vervangen zijn en de vraag oproept hoe snel de vervangingscyclus was. Bij de vijfde en zesde tanden is de wortel bovenaan ingesnoerd.
De botwand van de symfyse is zeer dun. De interne structuur van het bot is "camellaat", dat wil zeggen bestaande uit kleine pneumatische holten gescheiden door dunne beenschotjes. De toestand wordt wel aangeduid als een "honingraatstructuur" hoewel de dwarsdoorsnede van de kamertjes niet echt zeshoekig is. Camellaat bot komt veel voor in de botten van pterosauriërs, vooral in de kaken en kammen van de kop. Bij Saratovia is het geconcentreerd rond de tanden en langs de wanden van de dentaire kiel die binnenin grotendeels een grote holte vormt.
Het interne middenkanaal in het platform tussen de tandrijen strekt zich uit over de volle bekende lengte. Korte verticale aderkanalen lopen van boven naar het middenkanaal toe. Onder het hoofdkanaal lopen nog meer lengte kanalen maar niet over de totale lengte. Al zulke foramina zijn normaal voor pterosauriërs zonder tanden waarbij de onderkaken bedekt zijn door een hoornschacht. De meeste pterosauriërs met tanden hebben een veel beperkter systeem van foramina. Of de onderkaken vooraan eindigen in een verbreding of rosette kan niet worden vastgesteld.

## Fylogenie
Saratovia is in de Targaryendraconia geplaatst.
Het volgende kladogram toont de positie van Saratovia in de evolutionaire stamboom volgens het beschrijvende artikel.
|  | Aetodactylus  |
|  |               |
|  | Camposipterus |
|  |               |

|  | Targaryendraco                                             |
|  |                                                            |
|  | \| \| Barbosania \| \| \| \| \| \| Aussiedraco \| \| \| \| |
|  |                                                            |
|  | Barbosania                                                 |
|  |                                                            |
|  | Aussiedraco                                                |
|  |                                                            |

|  | Barbosania  |
|  |             |
|  | Aussiedraco |
|  |             |

|  | Aetodactylus  |
|  |               |
|  | Camposipterus |
|  |               |

|  | Targaryendraco                                             |
|  |                                                            |
|  | \| \| Barbosania \| \| \| \| \| \| Aussiedraco \| \| \| \| |
|  |                                                            |
|  | Barbosania                                                 |
|  |                                                            |
|  | Aussiedraco                                                |
|  |                                                            |

|  | Barbosania  |
|  |             |
|  | Aussiedraco |
|  |             |

|  | Aetodactylus  |
|  |               |
|  | Camposipterus |
|  |               |

|  | Targaryendraco                                             |
|  |                                                            |
|  | \| \| Barbosania \| \| \| \| \| \| Aussiedraco \| \| \| \| |
|  |                                                            |
|  | Barbosania                                                 |
|  |                                                            |
|  | Aussiedraco                                                |
|  |                                                            |

|  | Barbosania  |
|  |             |
|  | Aussiedraco |
|  |             |

|  | Aetodactylus  |
|  |               |
|  | Camposipterus |
|  |               |

|  | Targaryendraco                                             |
|  |                                                            |
|  | \| \| Barbosania \| \| \| \| \| \| Aussiedraco \| \| \| \| |
|  |                                                            |
|  | Barbosania                                                 |
|  |                                                            |
|  | Aussiedraco                                                |
|  |                                                            |

|  | Barbosania  |
|  |             |
|  | Aussiedraco |
|  |             |

|  | Aetodactylus  |
|  |               |
|  | Camposipterus |
|  |               |

|  | Targaryendraco                                             |
|  |                                                            |
|  | \| \| Barbosania \| \| \| \| \| \| Aussiedraco \| \| \| \| |
|  |                                                            |
|  | Barbosania                                                 |
|  |                                                            |
|  | Aussiedraco                                                |
|  |                                                            |

|  | Barbosania  |
|  |             |
|  | Aussiedraco |
|  |             |

|  | Aetodactylus  |
|  |               |
|  | Camposipterus |
|  |               |

|  | Targaryendraco                                             |
|  |                                                            |
|  | \| \| Barbosania \| \| \| \| \| \| Aussiedraco \| \| \| \| |
|  |                                                            |
|  | Barbosania                                                 |
|  |                                                            |
|  | Aussiedraco                                                |
|  |                                                            |

|  | Barbosania  |
|  |             |
|  | Aussiedraco |
|  |             |

|  | Aetodactylus  |
|  |               |
|  | Camposipterus |
|  |               |

|  | Targaryendraco                                             |
|  |                                                            |
|  | \| \| Barbosania \| \| \| \| \| \| Aussiedraco \| \| \| \| |
|  |                                                            |
|  | Barbosania                                                 |
|  |                                                            |
|  | Aussiedraco                                                |
|  |                                                            |

|  | Barbosania  |
|  |             |
|  | Aussiedraco |
|  |             |

|  | Aetodactylus  |
|  |               |
|  | Camposipterus |
|  |               |

|  | Targaryendraco                                             |
|  |                                                            |
|  | \| \| Barbosania \| \| \| \| \| \| Aussiedraco \| \| \| \| |
|  |                                                            |
|  | Barbosania                                                 |
|  |                                                            |
|  | Aussiedraco                                                |
|  |                                                            |

|  | Barbosania  |
|  |             |
|  | Aussiedraco |
|  |             |

## Levenswijze
De verwanten van Saratovia worden meestal geacht viseters te zijn. De smalle langwerpige kaken van Saratovia zouden geschikt zijn om vis te vangen.